# Tatai Adolf
Tatai Adolf, névváltozat: Tatay, született: Frankl (Tata, 1840 – Budapest, 1901. május 22.) orvos, tiszti orvos, királyi tanácsos.

## Életútja
Frankl Vilmos és Breuer Nachami fiaként született. Középiskolai tanulmányait Tatán és Pesten végezte, majd a Pesti Királyi Tudományegyetemen 1865-ben orvosi oklevelet szerzett. 1862-ben Frankl családi nevét Tataira változtatta. Óbudán telepedett le. Tagja volt a megyei bizottságnak, a főváros törvényhatósági bizottságának és 1868-tól a Magyar Királyi Orvosegyesületnek. Elkészítette a főváros egészségügyi szervezetét. Polgártársai megválasztották a népkaszinó (melyet ő alapított a munkások számára) örökös díszelnökévé. Érdemei közé tartozik az óbudai Szent Margit Kórház felépítése. Tisztiorvosi állásáról akkor mondott le, amikor a kerületi elöljárók újjászervezésénél a tisztiorvosoknak megtiltották, hogy orvosi gyakorlatot folytassanak. Tagja volt az Országos Egészségügyi Tanácsnak és elnöke a III. kerületi iskolaszéknek.
Lefordította Heinrich Heine dalait és ezekből részleteket közölt a Hölgyfutárban (1859–61; 1863) és a Népujságban (ered. költ.). Országgyűlési tudósítója volt a Pesti Naplónak báró Kemény Zsigmond szerkesztésében; Költeménye megjelent a Magyar Ifjúság Évkönyvében (Pest, 1860.). Egyik életrajzírója szerint több drámai művet írt, a melyeket a Nemzeti Színházban és a Népszínházban adtak elő.
Az Óbuda Izraelita Hitközség tevékeny tagja volt; megválasztották az iskolaszék elnökévé és a választmány tiszteletbeli tagjává.

## Családja
Házastársa Tottis Emma (1844–1919) volt, akit 1867. február 3-án Pesten vett nőül.
Gyermekeik:
- Tatay Vilmos (1869–?) gyáros. Első felesége Budaspitz Eszter, második Kálmán Júlia (1872–1933).
- Tatay Ákos (1871–1938) gyárvezető, ügynök, felesége Epstein Anna.[4]

## Munkái
- Izraelita vallásos énekek. A nyilvános isteni tisztelet, az iskolai és házi áhítat számára. Imakönyvvé rendezte és zenével ellátta Friedmann Mór. Fordítása... Pest, 1861.
- A cseléd-csínyek, vígjáték 1 felvonásban. Franciából fordította Spanraft Adolffal. Először 1866. február 3-án Kassán adtak elő; újra színre került 1897. július 31-én Budapesten, Serly színházában.